# Jahi Di'Allo Winston
Jahi Di'Allo Winston est un acteur américain, né le 30 novembre 2003 à Atlanta (Géorgie).

## Biographie
Jahi Di'Allo Winston naît le 30 novembre 2003 à Atlanta, en Géorgie. Sa mère est Juakena et son père, Darryl. Il a un frère, Jelani, et une sœur, Sekayi.
En novembre 2014, il est choisi par Walt Disney Theatrical Productions pour interpréter le jeune Simba dans une comédie musicale, basée sur le film Le Roi lion (The Lion King), à partir de décembre 2014 jusqu’au mars 2016 à Broadway,.
En août 2016, il fait ses premiers pas à la télévision américaine : il interprète le rôle d’Andre dans neuf épisodes de la série télévisée Feed the Beast créée par Clyde Phillip pour la chaîne AMC.

## Filmographie

### Cinéma

#### Longs métrages
- 2017 : The Upside de Neil Burger : Anthony
- 2018 : Proud Mary de Babak Najafi : Danny
- 2019 : The Dead Don't Die de Jim Jarmusch : Geronimo
- 2020 : Charm City Kings de Angel Manuel Soto : Mouse
- 2023 : We Have a Ghost de Christopher Landon : Kevin Presley

### Télévision

#### Téléfilm
- 2017 : Libby and Malcolm d’Anton Cropper : MJ Black

#### Séries télévisées
- 2016 : Feed the Beast : Andre (9 épisodes)
- 2017 : The New Edition Story : Ralph Tresvant, jeune (2 épisodes)
- 2018 : Everything Sucks ! : Luke O'Neil (10 épisodes)
- 2018 : The Resident : Trevor Conforth (saison 1, épisode 5 : None the Wiser)
- 2018 : The Plug : Kendall Burdett (saison 1, épisode 1 : Bird Gets a Pass)

## Théâtre
- 2014-2016 :  Le Roi lion (The Lion King) à Broadway[3]